# Amphoe Mancha Khiri
Amphoe Mancha Khiri (Thai: อำเภอ มัญจาคีรี) ist ein Landkreis (Amphoe – Verwaltungs-Distrikt) in der Provinz Khon Kaen. Die Provinz Khon Kaen liegt in der Nordostregion von Thailand, dem so genannten Isan.

## Geographie
Benachbarte Landkreise (von Norden im Uhrzeigersinn): die Amphoe Nong Ruea, Ban Fang, Phra Yuen, Ban Haet, Ban Phai, Chonnabot und Khok Pho Chai in der Provinz Khon Kaen, sowie die Amphoe Kaeng Khro und Ban Thaen der Provinz Chaiyaphum.

## Geschichte
Der Landkreis wurde 1939 von Kut Khao in Mancha Khiri umbenannt.

## Verwaltungseinheiten

### Provinzverwaltung
Der Landkreis Mancha Khiri ist in acht Tambon („Unterbezirke“ oder „Gemeinden“) eingeteilt, die sich weiter in 116 Muban („Dörfer“) unterteilen.
| Nr. | Name       | Thai    | Muban | Einw.  |
| --- | ---------- | ------- | ----- | ------ |
| 1.  | Kut Khao   | กุดเค้า   | 14    | 12.978 |
| 2.  | Suan Mon   | สวนหม่อน | 14    | 07.641 |
| 3.  | Nong Paen  | หนองแปน | 16    | 08.871 |
| 4.  | Phon Phek  | โพนเพ็ก  | 13    | 07.996 |
| 5.  | Kham Khaen | คำแคน   | 02    | 09.051 |
| 6.  | Na Kha     | นาข่า    | 17    | 09.669 |
| 7.  | Na Ngam    | นางาม   | 14    | 07.919 |
| 10. | Tha Sala   | ท่าศาลา  | 0-    | 07.613 |

Hinweise: Die fehlenden Nummern (Geocodes) gehören zu den Tambon, die heute zum Amphoe Khok Pho Chai gehören.
Die Daten der Muban liegen zum Teil noch nicht vor.

### Lokalverwaltung
Es gibt eine Kommune mit „Kleinstadt“-Status (Thesaban Tambon) im Landkreis:
- Mancha Khiri (Thai: เทศบาลตำบลมัญจาคีรี), bestehend aus Teilen des Tambon Kut Khao.

Außerdem gibt es sieben „Tambon-Verwaltungsorganisationen“ (องค์การบริหารส่วนตำบล – Tambon Administrative Organizations, TAO):
- Kut Khao (Thai: องค์การบริหารส่วนตำบลกุดเค้า)
- Suan Mon (Thai: องค์การบริหารส่วนตำบลสวนหม่อน)
- Nong Paen (Thai: องค์การบริหารส่วนตำบลหนองแปน)
- Phon Phek (Thai: องค์การบริหารส่วนตำบลโพนเพ็ก)
- Kham Khaen (Thai: องค์การบริหารส่วนตำบลคำแคน)
- Na Ngam (Thai: องค์การบริหารส่วนตำบลนางาม)
- Tha Sala (Thai: องค์การบริหารส่วนตำบลท่าศาลา)